# エスタディオ・オリンピコ・アタウアルパ
エスタディオ・オリンピコ・アタウアルパ（Estadio Olímpico Atahualpa (スペイン語発音: [ataˈwalpa])）は、エクアドルの首都・キトに所在する標高2,782mに位置する多目的スタジアムである。収容人数は35,724名。
1951年に完成。主にサッカーエクアドル代表の試合や、陸上競技会などが行われている。2001年にイタリアモンド製のトラックに張替え。スタジアム名はインカ帝国のアタワルパ王子にちなんで命名された。
1995年に開催されたFIFA U-17世界選手権では日本戦などグループAの6試合が当地で行われた。
南米の首都に所在するサッカー競技場としては、ボリビアのラパスにあるエスタディオ・エルナンド・シレスに次ぐ標高を誇るため、サッカーブラジル代表やサッカーアルゼンチン代表は、ワールドカップ南米予選が行われる際は数時間前に会場入りし、試合終了直後に帰国するという対策を取っている。

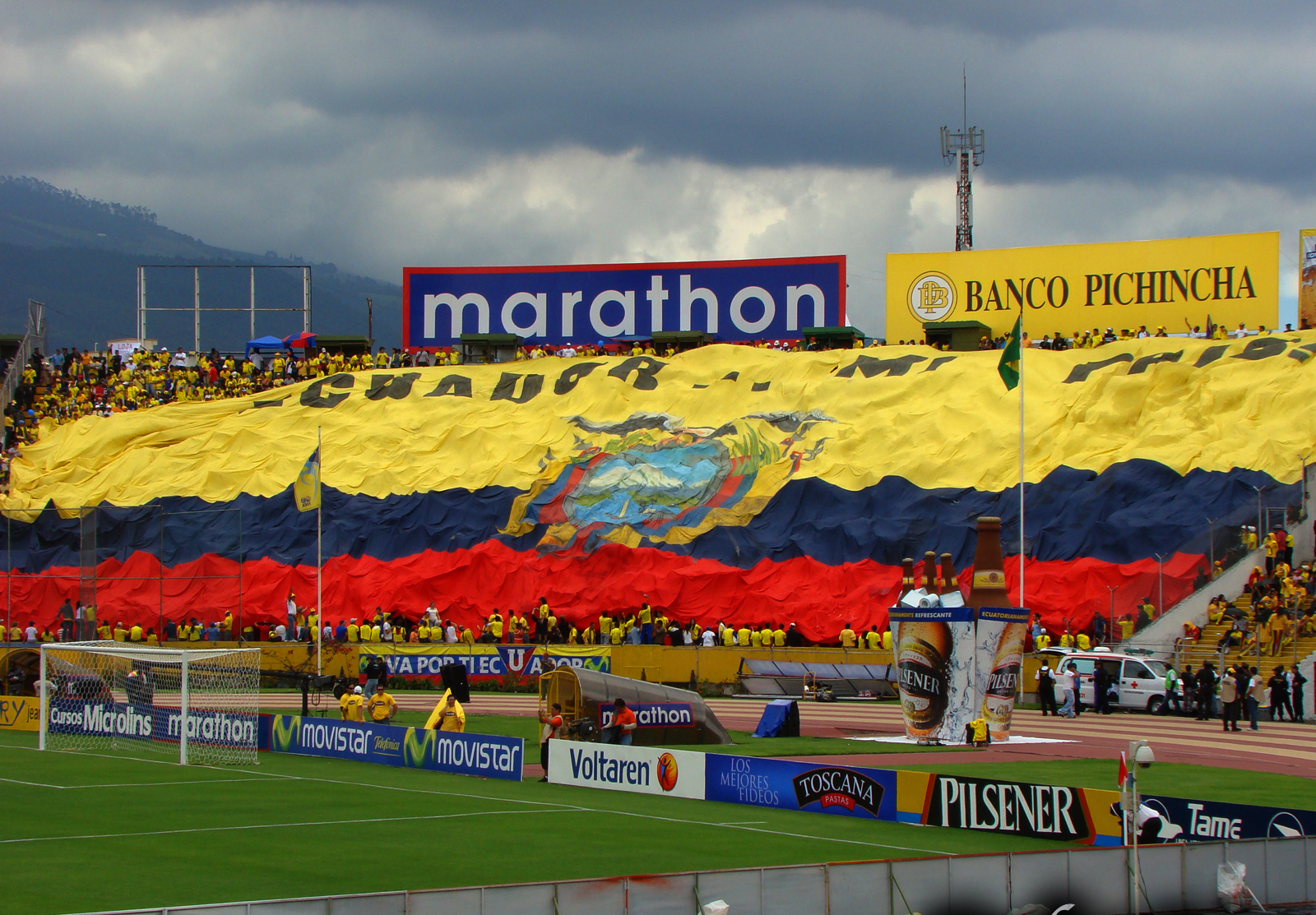
2010 FIFAワールドカップ・南米予選のエクアドルVSブラジル戦（2009年3月）